# Hermann von Moreau
Hermann Freiherr von Moreau (* 10. August 1912 in München; † 28. Juli 1966 in Passau) war Intendant der Festspiele Europäische Wochen Passau und Kapellmeister an verschiedenen Theatern.

## Leben

### Herkunft und Familie
Hermann Freiherr von Moreau entstammte einem bayerischen Adelsgeschlecht, dem am 31. Juli 1824 das Wappen des erloschenen Rittergeschlechtes der Tauffkircher von Alt-Tauffkirchen verliehen und am 14. Dezember 1824 immatrikuliert wurde. Er war der Sohn des Freiherrn Friedrich von Moreau (1881–1946, königlich bayerischer Kammerherr)  und dessen Gemahlin Gräfin Friederieke Luise Mathilde Elisabeth Ferdinande von Geldern-Egmont. Der bayerische Regierungsbeamte Alexander von Moreau war sein Onkel.
Hermanns Vater kaufte 1881 das Schloss Kleeberg bei Ruhstorf an der Rott von Alois Freiherr Weiß von Starkenfels und machte es zum Familienbesitz, der heute noch besteht.
Zu seiner Familie gehörten die Geschwister Rudolf (1910–1939, Pilot) und Karl (1916–1997, Bezirkstagspräsident).

### Wirken
Er widmete sich schon in frühen Jugendjahren der Musik, war Organist in der Studienkirchen St. Michael in Passau und begann 1931 mit einem Studium an der  Akademie der Tonkunst in München und der Musikhochschule Köln. Beim Theater Lübeck erhielt er 1934 einen Vertrag als Solorepetitor.
Später wurde er als Kapellmeister an verschiedenen Theatern engagiert. Durch Kriegsdienst und Kriegsgefangenschaft wurde seine Karriere unterbrochen. Von 1949 bis 1964 war er Dirigent des Konzertvereins in Passau und zugleich musikalischer Oberleiter am Stadttheater Passau. Später war er Leiter des Städtebundtheaters Passau-Landshut.
Der Kulturausschuss der Stadt Passau beschloss am 23. Mai 1952, Hermann von Moreau den Titel „Musikdirektor der Stadt Passau“ zu verleihen. Hintergrund war die Verleihung des Lektorats an der Philosophisch-Theologischen Hochschule Passau.
1960 war von Moreau Mitbegründer und erster Vorsitzender des Vereins der Festspiele Europäische Wochen Passau und hat als Intendant der Europäischen Wochen in den Jahren 1961 bis -1966 das künstlerische Gesicht maßgeblich geprägt.

## Auszeichnungen
1963 Kulturpreis Bayern